# Notifica push
La notifica push è un tipo di messaggistica istantanea grazie alla quale il messaggio perviene al destinatario senza che questo debba effettuare un'operazione di scaricamento (modalità pull).
Tale modalità è quella tipicamente usata da applicazioni come WhatsApp o  da servizi di sistemi operativi come Android, oppure da numerose applicazioni derivate da siti web come, ad esempio, il classico servizio meteo o quello delle notizie.
Per permettere alle notifiche push di giungere al destinatario è indispensabile che l'applicazione sia attiva e operi online, eventualmente anche in background; occorre inoltre che l'utente abbia autorizzato l'applicazione a inviare le notifiche. Se l'account è disconnesso dalla rete o l'applicazione non è attiva, la notifica push non può giungere; l'utente può riprendere a ricevere i messaggi push non appena rieffettua il login, oppure riavvia l'applicazione.
A seconda del protocollo, del servizio e dell'applicazione, le notifiche push possono essere di diversi tipi:
- e-mail;
- chat;
- SMS.

Mentre le notifiche sono nate storicamente su applicazioni di messaggistica o di informazione/intrattenimento, oppure sui social media, da diverso tempo esse sono parte integrante delle funzioni di molti sistemi operativi, a cominciare da quelli per dispositivi mobili. In questi casi sono veicolate attraverso apposite tendine o box, e sono ampiamente configurabili: Windows 10, ad esempio, ha il "centro notifiche e azioni rapide".

## Push e-mail
L'espressione push e-mail si riferisce a quei sistemi di posta elettronica in cui i messaggi in arrivo vengono attivamente inviati da un mail server al programma client, anziché essere scaricati su richiesta del client stesso (pull e-mail). Questo tipo di tecnologia viene impiegata soprattutto per consentire la ricezione di posta elettronica in tempo reale su terminali come smartphone, palmari e tablet, per i quali sarebbe costoso in termini di risorse computazionali e consumo energetico attivare un meccanismo di scaricamento periodico dei messaggi disponibili sul server (tecnica nota come polling), meccanismo usato invece comunemente dai client di posta elettronica su personal computer. Soluzioni di tipo push e-mail possono essere usate anche dai client di posta per computer che usano il protocollo IMAP.